# Харьков, Вячеслав Анатольевич
Вячеслав Анатольевич Харьков (24 марта 1965, Саратов) — советский и российский футболист, защитник и полузащитник, тренер.

## Биография
Воспитанник СДЮСШОР профкома СЭПО (Саратов), тренер — Василий Слепнев. В основном играл на позиции либеро. На взрослом уровне дебютировал в 17-летнем возрасте в ведущей команде города — «Соколе», выступавшем во второй лиге. Дебютный матч сыграл в последнем туре сезона 1982 года, выйдя на замену в игре против воронежской «Стрелы». Стать твёрдым игроком основы не смог, сыграв за четыре года 49 матчей.
Призывался в юношескую сборную РСФСР, участвовал в международном турнире в Таиланде (1984).
В 1986 году перешёл в ульяновский «Старт», где провёл шесть следующих сезонов. В составе ульяновского клуба сыграл 189 матчей во второй советской лиге, является рекордсменом клуба по числу матчей в своём поколении (когда команда называлась «Старт»).
В 1992 году, после расформирования «Старта», вернулся в саратовский «Сокол», игравший к тому времени в первой лиге России. За следующие четыре сезона провёл 125 матчей в первом дивизионе. Участник победного матча 1/16 финала Кубка России против клуба высшей лиги «Крылья Советов» (4:0).
После ухода из «Сокола» в 1996 году выступал за другие клубы Саратова и области во втором дивизионе, а также на один сезон возвращался в Ульяновск. В 1996—1998 годах играл за мини-футбольный клуб «СПЗ-Рома», с которым вышел из первой лиги в высшую. Завершил профессиональную карьеру в 2001 году.
В 2007—2008 годах входил в тренерский штаб «Сокола». Много лет работает в Саратове детским тренером, в том числе тренировал команды «Сокола» 1989 г.р. и 2000 г.р. В 2017 году привёл команду 2000 г.р. к победе в Кубке РФС, причём на турнире команда не пропустила ни одного гола. В 2018 году назначен главным тренером СШОР «Сокол-М», также тренирует команду 2007 года рождения. Среди его воспитанников — Александр Сапета, Александр Нечаев.